# Palaquium porphyreum
Palaquium porphyreum là một loài thực vật có hoa trong họ Hồng xiêm. Loài này được A.C.Sm. & S.P.Darwin mô tả khoa học đầu tiên năm 1975.